# Torrent de Búger
El Torrent de Búger (Mallorca) és un torrent mallorquí que neix a Mancor de la Vall del Torrent de Massanella, travessa Selva, Inca, Búger i Sa Pobla. És afluent del torrent de Sant Miquel.